# NGC 333
NGC 333 je galaksija u zviježđu Kit.

## Vanjske poveznice
- SEDS: NGC 333